# Шульгина, Елена Александровна
Еле́на Алекса́ндровна Шульгина́ (урождённая Ильины́х, 16 октября 1982, Свердловск) — российская дартсменка. Чемпионка мира по электронному дартсу (2002), 14-кратная чемпионка России. Мастер спорта России международного класса.

## Биография
Дартсом начала заниматься в 11 лет. В её класс пришёл тренер, который поставил мишень на школьную доску и предложил всем желающим бросить дротики. Ильиных заинтересовалась дартсом и стала ходить на тренировки. Окончательно интерес к этому виду спорта сформировался после того, как родители купили ей профессиональные вольфрамовые дротики.
Первый успех пришёл спустя три года после начала тренировок. В 14 лет Елена заняла второе место на чемпионате России, проиграв в финале Анне Чикуновой. В 15 лет впервые стала чемпионкой России.
Входит в число самых успешных игроков в дартс в России за всю историю. На её счету 14 золотых медалей чемпионата России. По этому показателю Шульгина уступает только Анастасии Добромысловой, у которой 25 побед в карьере.
Прошла отбор на чемпионат мира WDF (2022), но из-за отстранения российских спортсменов не смогла принять участие в соревнованиях.

## Личная жизнь
Замужем, воспитывает сына и дочь. Работала певицей в детской филармонии, также имеет бизнес.

## Достижения

### Личные
- Чемпионка мира (2002, электронный дартс)
- Чемпионка Европы (2008, электронный дартс)
- Чемпионка России (2019, 2020)
- Обладатель Кубка России (2023)[7]
- Вице-чемпионка России (1997)

### Американский крикет
- Чемпионка России (2020, 2021, 2023)[8]

### Парные
- Бронзовый призёр Кубка России (2023)[7]

### Микст
- Чемпионка России (2001, 2003, 2023)

### Командные
- Чемпионка России (1997, 1998, 2020, 2021, 2022, 2023)[9]